# زين الدين بن علي المليباري
أبو يحيى زين الدين بن علي بن أحمد المعبري المليباري (872 - 928هـ / 1467 - 1522م) فقيه شافعيّ متصوف، ولد في كوش، من مليبار، وتوفي في فنان. وهو جد أحمد زين الدين المليباري (توفي سنة 987هـ / 1579م).

## مصنفاته
- الجواهر في عقوبة أهل الكبائر.
- مختصر في الوعظ.
- هداية الأذكياء إلى طريق الأولياء: منظومة في التصوف.
- قصيدة تحريض أهل الإيمان على جهاد عبدة الصلبان.